# Anurophorus
Genre
Anurophorus est un genre de collemboles de la famille des Isotomidae.

## Liste des espèces
Selon Checklist of the Collembola of the World (version du 28 août 2019) :
- Anurophorus alpinus Potapov & Stebaeva, 1990
- Anurophorus altus Christiansen & Bellinger, 1980
- Anurophorus asfouri Christiansen, 1958
- Anurophorus atlanticus Fjellberg, 1974
- Anurophorus balcellsi Selga, 1959
- Anurophorus barroudensis Cassagnau, 1959
- Anurophorus bimus Christiansen & Bellinger, 1980
- Anurophorus changjiensis Hao & Huang, 1995
- Anurophorus chukoticus Potapov & Stebaeva, 1990
- Anurophorus cinereus Potapov, 1997
- Anurophorus coiffaiti Cassagnau & Delamare Deboutteville, 1955
- Anurophorus continentalis Dunger, 1982
- Anurophorus cuspidatus Stach, 1920
- Anurophorus duodecimoculatus Steiner, 1958
- Anurophorus elongatus Fjellberg, 1984
- Anurophorus eximius Potapov, 1997
- Anurophorus fjellbergi Potapov, 1997
- Anurophorus fulvus Fjellberg, 1988
- Anurophorus ganghwaensis Lee, 1977
- Anurophorus konseli Kseneman, 1936
- Anurophorus koreanus Potapov, 1997
- Anurophorus laricis Nicolet, 1842
- Anurophorus lohi Christiansen & Bellinger, 1992
- Anurophorus lydiae Lucianez & Simón, 1989
- Anurophorus massoudi Poinsot, 1970
- Anurophorus mongolicus Dunger, 1982
- Anurophorus montanus Martynova, 1968
- Anurophorus nitrophilus Potapov, 1997
- Anurophorus olympicus Potapov, 1997
- Anurophorus oredonensis Cassagnau, 1953
- Anurophorus orientalis Potapov & Stebaeva, 1990
- Anurophorus pacificus Potapov, 1997
- Anurophorus palearcticus Potapov, 1997
- Anurophorus pseudolaricis Loksa, 1978
- Anurophorus racovitzai Denis, 1932
- Anurophorus rarus (Yosii, 1939)
- Anurophorus satchelli Goto, 1956
- Anurophorus scheueri Christiansen & Bellinger, 1980
- Anurophorus senex Fjellberg, 1984
- Anurophorus sensibilis Potapov, MB, 1997
- Anurophorus septentrionalis Palissa, 1966
- Anurophorus septentrionalis Christiansen & Bellinger, 1980
- Anurophorus serratus Deharveng, 1976
- Anurophorus silvaticus Potapov & Stebaeva, 1990
- Anurophorus sorosi Potapov, 1997
- Anurophorus spinosus Dallai, 1971
- Anurophorus stepposus Potapov & Stebaeva, 1990
- Anurophorus szeptyckii Potapov, 1997
- Anurophorus trisensillus Potapov, 1997
- Anurophorus unguiculus Bagnall, 1940
- Anurophorus ursi Potapov & Stebaeva, 1990
- Anurophorus utahensis (Wray, 1958)

## Publications originales
- Nicolet, 1842 : Recherches pour Servir à l'Histoire des Podurelles. Nouvelles Mémoires Helvétique Science Naturelle, vol. 6, p. 1-88 (texte intégral).